# Футалеуфу
Футалеуфу (исп. Río Futaleufu) — река в Аргентине и Чили. Истоки реки лежат в Патагонских Андах, аргентинская часть реки протекает по территории в провинции Чубут, чилийская часть расположена в области Лос-Лагос. Река впадает в озеро Ельчо. На реке популярен рафтинг. До строительства ГЭС река брала начало из озера Ситуасьон, но после перекрытия русла и подъёма воды объединили бывший каскад озёр Ситуасьон, Лаго-Нумеро-Уно, Лаго-Нумеро-Дос, Лаго-Нумеро-Трес, превратив их в водохранилище Лаго-Амутуи-Кимей (исп. Amutui Quimei).

## Гидроэлектростанция на реке

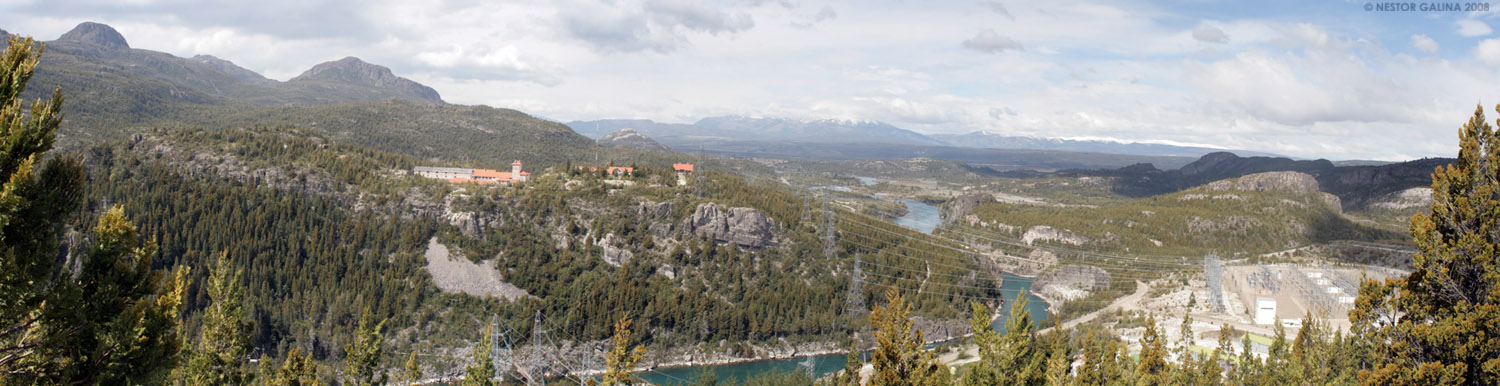
ГЭС на реке

В 1971—1976 годы на реке была построена мощная ГЭС «Футалеуфу». Установленная мощность 472 МВт, среднегодовая выработка электростанции составляет 2 560 ГВт. Вырабатываемая электроэнергия главным образом используется для покрытия нужд алюминиевого металлургического завода компании Aluar в Пуэрто-Мадрине, которой принадлежит 59 % акций электростанции.
Рассматривается возможность строительства ещё одной ГЭС на территории Чили, но это вызывает протест со стороны экологических организаций и местного населения, которое тесно связано с туристической деятельностью.